# 聖公會環南聯盟
聖公會環南聯盟（英語：Global South，又譯聖公會南半球聯盟），是一個由普世聖公宗三十八個教省當中二十個教省組成的基督教領袖組織。聯盟代表着聖公宗內的保守派教會。聯盟的責任，是統籌全球聖公宗前途會議, 並在聖公會按立同性戀牧者和其他的議題上，代表保守派教會發言。

## 歷史
聖公會環南聯盟於2005年10月，在埃及紅海舉行首次會議後正式成立，並推舉尼日利亞教省的彼得·艾堅奴拿大主教為其聯盟領袖。

### 命名
由於參與全球聖公宗前途會議的聖公會教省大主教們主要來自非洲、亞洲和南美洲等發展比較落後和貧窮的第三世界國家，而第三世界國家主要分佈在南半球，所以取名為「Global South」。

### 成立原因
由於2003年，美國聖公會按立公開承認是同性戀的羅賓遜牧師為教區主教，保守派聖公會主教們不滿，認為美國聖公會已經喪失了參與蘭柏會議的資格，亦不應該繼續容許它參與蘭柏會議。但坎特伯里大主教羅恩·威廉斯採取容忍態度，令到這些保守派領袖們非常不滿，決定組成聯盟。2005年，聯盟在埃及紅海的渡假勝地 Ain El Sukhna 舉行首次會議，正式推舉尼日利亞教省彼得·艾堅奴拿大主教為其聯盟領袖。

## 成員
以下是聖公會環南聯盟內的二十個教省:
- 孟加拉聖公會
- 布隆迪聖公會
- 中非聖公會
- 南印度聖公會
- 剛果聖公會
- 印度洋聖公會
- 耶路撒冷與中東聖公會
- 肯亞聖公會
- 緬甸聖公會
- 尼日利亞聖公會
- 菲律賓聖公會
- 盧旺達聖公會
- 東南亞聖公會
- 南非洲聖公會
- 南美洲聖公會
- 蘇丹聖公會
- 坦桑尼亞聖公會
- 烏干達聖公會
- 西非洲聖公會
- 西印度聖公會

雖然聯盟中大部份代表都來自成员教会，但亦有例外。例如在澳洲聖公會教省內，傳統上屬於宗教改革派、加爾文主義；在禮儀上屬於低派、在神學上屬於福音派的保守派聖公會雪梨教區 ，就代表着少數來自已開發國家的信徒。另外，加上加拿大和美國等北美洲聖公會內的保守派教區，便組成了聖公會環南聯盟。

## 外部連結
- 聖公會環南聯盟官方網站 （页面存档备份，存于）.